# Nipsippan i Krången
Nipsippan i Krången är ett naturreservat i Sollefteå kommun i Västernorrlands län.
Området är naturskyddat sedan 2007 och är 4 hektar stort. Reservatet består av tallskog och är en växtlokal för nipsippa.